# Clase Collins
La clase Collins es un grupo de seis submarinos de ataque diésel-eléctricos de la Marina Real Australiana. Está planificado que vayan siendo sistituidos por submarinos nucleares de la clase Aukus en la década de 2040.

## Desarrollo
El plan de estos submarinos inició en la década de 1980. Fueron construidos por ASC de Adelaida. El primer bote, bautizado Collins, fue entregado en 1996; y el último, Rankin, en 2003.

## Unidades
| Nombre     | Número | Constructor | Puesta de quilla | Botado | Asignado |
| ---------- | ------ | ----------- | ---------------- | ------ | -------- |
| Collins    | SSG 73 | ASC         | -                | -      | 1996     |
| Farncomb   | SSG 74 | ASC         | -                | -      | 1998     |
| Waller     | SSG 75 | ASC         | -                | -      | 2001     |
| Dechaineux | SSG 76 | ASC         | -                | -      | 2001     |
| Sheean     | SSG 77 | ASC         | -                | -      | 2000     |
| Rankin     | SSG 78 | ASC         | -                | -      | 2003     |

## Historia de servicio
En 2020 el Ministerio de Defensa la modernización del sonar de los Collins por AU$ 23,7 millones. En 2022 fue anunciada nuevos sistemas optrónicos de nueva tecnología por 381 millones.